# Списак тенисерки
Овде се налази списак познатих тенисерки.
|  |  |  |  |  |  |  |  |  |  |  |  |  |  |  |  |  |  |  |  |  |  |  |  |  |  |  |  |  |  |

## А
- Ивана Абрамовић
- Моник Адамчак
- Екатерина Афиногенова
- Роберта Алисон
- Лорен Албанези
- Акгул Аманмурадова
- Бјанка Андреску
- Марет Ани
- Аманда Анисимова
- Сања Анчић
- Сабине Апелманс
- Мари Хосе Архери
- Грета Арн
- Софија Арвидсон
- Шинобу Асагое
- Викторија Азаренка

## Б
- Елена Балтача
- Сибила Бамер
- Мона Бартел
- Ешли Барти
- Марион Бартоли
- Тимеа Башчински
- Јил Белен Тајхман
- Ивета Бенешова
- Кики Бертенс
- Ева Бирнерова
- Кара Блек
- Аљона Бондаренко
- Катерина Бондаренко
- Јуџини Бушард

## В
- Мирослава Вавринец
- Никол Вајдишова
- Јулија Вакуленко
- Коко Вандервеге
- Дона Векић
- Јелена Веснина
- Јанина Викмајер
- Винус Вилијамс
- Серена Вилијамс
- Хелен Вилс
- Роберта Винчи
- Каролина Возњацки
- Александра Вознијак

## Г
- Татјана Гарбин
- Кори Гауф
- Јулија Гергес
- Татјана Головин
- Олга Говорцова
- Викторија Голубић
- Штефи Граф
- Ана-Лена Гренефелд
- Ивон Гулагонг

## Д
- Линдси Давенпорт
- Олга Даниловић
- Кејси Делаква
- Јелена Дементјева
- Натали Деши
- Јелена Докић
- Весна Долонц
- Жизела Дулко
- Вера Душевина

## Ђ
- Камила Ђорђи

## Е
- Крис Еверт
- Жистин Енен
- Марина Ераковић
- Сара Ерани

## З
- Клара Закопалова
- Наташа Зверева
- Вера Звонарјова

## И
- Ана Ивановић

## Ј
- Јелена Јанковић
- Дајана Јастремска
- Мима Јаушовец
- Татјана Јечменица
- Ана Јовановић
- Јована Јовић
- Бојана Јовановски
- Ивана Јоровић
- Каја Јуван
- Мервана Југић-Салкић

## К
- Ирина Камелија Бегу
- Каја Канепи
- Џенифер Капријати
- Петра Квитова
- Софија Кенин
- Анџелик Кербер
- Били Џин Кинг
- Вања Кинг
- Марија Кириленко
- Сорана Кирстеа
- Ким Клајстерс
- Алиса Клејбанова
- Данка Ковинић
- Морин Коноли
- Јохана Конта
- Ана Коњух
- Ализе Корне
- Маргарет Корт
- Јелена Костанић Тошић
- Џил Крејбас
- Барбора Крејчикова
- Александра Крунић
- Светлана Кузњецова
- Ана Курњикова
- Аманда Куцер

## Л
- Мишел Ларшер де Брито
- Сузан Ленглен
- Варвара Лепченко
- Ли На
- Сабина Лисицки
- Јелена Лиховцева
- Војислава Лукић
- Мирјана Лучић

## М
- Ива Мајоли
- Јекатерина Макарова
- Мануела Малејева
- Катерина Малејева
- Магдалена Малејева
- Хана Мандликова
- Кончита Мартинез
- Петра Мартић
- Бетани Матек Сандс
- Анабел Медина Гаригес
- Елисе Мертенс
- Мартина Милер
- Сања Мирза
- Анастасија Мискина
- Кристина Младеновић
- Алиша Молик
- Амели Моресмо
- Тереза Мрдежа
- Гарбиње Мугуруза

## Н
- Ли На
- Мартина Навратилова
- Лариса Нејланд
- Моника Никулеску
- Јана Новотна

## О
- Ципора Обзилер
- Ника Ожеговић
- Наоми Осака
- Јелена Остапенко
- Трејси Остин

## П
- Анастасија Пављученкова
- Тамира Пасек
- Флавија Пенета
- Андреа Петковић
- Нађа Петрова
- Шахар Пер
- Бернарда Пера
- Ксенија Первак
- Квјета Пешке
- Цветана Пиронкова
- Мери Пирс
- Тина Писник
- Анастасија Потапова
- Олга Пучкова

## Р
- Агњешка Радвањска
- Уршула Радвањска
- Араван Резај
- Лиса Рејмонд
- Јелена Рибакина
- Магдалена Рибарикова
- Алисон Риске
- Анастасија Родионова
- Вирхинија Руано Паскуал
- Чанда Рубин

## С
- Арина Сабаленка
- Габријела Сабатини
- Агнеш Савај
- Мара Сантанђело
- Аранча Санчез Викарио
- Динара Сафина
- Елина Свитолина
- Ига Свјатек
- Анастасија Севастова
- Моника Селеш
- Франческа Скјавоне
- Ана Смашнова
- Катарина Среботник
- Слоун Стивенс
- Барбора Стрицова
- Паола Суарез
- Карла Суарез Наваро
- Ај Сугијама
- Хелена Сукова
- Мартина Суха
- Рене Стабс
- Нина Стојановић
- Саманта Стосур

## Т
- Силвија Талаја
- Ајла Томљановић

## Ф
- Мери Џо Фернандез
- Ђиђи Фернандез
- Јана Фет
- Кирстен Флипкенс

## Х
- Симона Халеп
- Данијела Хантухова
- Полона Херцог
- Мартина Хингис
- Лизел Хубер
- Анке Хубер

## Ц
- Доминика Цибулкова
- Мелинда Цинк
- Лесија Цуренко

## Ч
- Ана Чакветадзе

## Ш
- Агнес Шавај
- Марија Шарапова
- Луција Шафарова
- Јарослава Шведова
- Барбара Шет
- Пати Шнидер
- Каролина Шпрем
- Пем Шрајвер